# Бренамбер
Бренамбер (фр. Brunembert) насеље је и општина у североисточној Француској у региону Север-Па д Кале, у департману Па де Кале која припада префектури Булоњ сир Мер.
По подацима из 2011. године у општини је живело 387 становника, а густина насељености је износила 63,34 становника/km². Општина се простире на површини од 6,11 km². Налази се на средњој надморској висини од 87 метара (максималној 180 m, а минималној 47 m).

## Демографија
| 1962. | 1968. | 1975. | 1982. | 1990. | 1999. | 2011. |
| ----- | ----- | ----- | ----- | ----- | ----- | ----- |
| 301   | 307   | 298   | 272   | 255   | 282   | 387   |

График промене броја становника у току последњих година